# Wićba
Wićba (Biał Вiцьба) – rzeka na Białorusi lewy dopływ Dźwiny. Długość 33 km, powierzchnia dorzecza 275 km², średni przepływ 1,8 m³/s. Nad rzeką, u jej ujścia do Dzwiny leży Witebsk.